# لوییک پریتزولو
لوییک پریتزولو (انگلیسی: Loïc Perizzolo؛ زادهٔ ۲۰ اکتبر ۱۹۸۸) دوچرخه‌سوار اهل سوئیس است.
وی در مسابقات کشوری و بین‌المللی در مجموع برندهٔ ۱ مدال طلا شده‌است.